# 徐綱 (成化進士)
徐綱 （1446年—1505年），字廷憲，四川潼川州遂寧縣人，民籍，明朝政治人物。

## 生平
四川鄉試第三十一名舉人，成化十四年（1478年）中式戊戌科會試第二百七十四名，三甲第六十九名進士。

## 家族
曾祖徐敬；祖父徐文貴；父徐原昇，母王氏。慈侍下。妻王氏。兄徐虎、徐昶。